# Hazug (film)
A Hazug 2019-ben bemutatott magyar rövidfilm, amely Kámán Albert első rendezése. Zenéjét a Bartók–Pásztory- és Erkel-díjas kortárs zeneszerző, Bánkövi Gyula szerezte. A forgatókönyvet Kámán Albert és Bánkövi Dorottya költő írta.
A film nemzetközi premierjét a 72. Cannes-i Filmfesztivál kísérőeseményén, a Global Short Film Awards díjátadó-gálaestjén tartották 2019. május 25-én.

## Díjak
| Év   | Jelölő szerv                       | Kategória                           | Jelölt                        | Eredmény |
| ---- | ---------------------------------- | ----------------------------------- | ----------------------------- | -------- |
| 2019 | Los Angeles Film Awards            | Legjobb dráma                       | Kámán Albert                  | Elnyerte |
| 2019 | Los Angeles Film Awards            | Legjobb női főszereplő              | Nagyistók Edit                | Elnyerte |
| 2019 | Los Angeles Film Awards            | Legjobb elsőfilmes rendező          | Kámán Albert                  | Elnyerte |
| 2019 | Oniros Film Awards                 | Legjobb forgatókönyv                | Kámán Albert Bánkövi Dorottya | Elnyerte |
| 2019 | Oniros Film Awards                 | Legjobb színészi debütálás          | Nagyistók Edit                | Elnyerte |
| 2019 | Oniros Film Awards                 | Legjobb elsőfilmes rendező különdíj | Kámán Albert                  | Elnyerte |
| 2019 | Oniros Film Awards                 | Legjobb horror/dráma                | Kámán Albert                  | Elnyerte |
| 2019 | Oniros Film Awards                 | Legjobb operatőr                    | Kámán Albert                  | Jelölt   |
| 2019 | Oniros Film Awards                 | Legjobb színésznő                   | Nagyistók Edit                | Jelölt   |
| 2019 | European Cinematography Awards     | Legjobb európai film                | Kámán Albert                  | Elnyerte |
| 2019 | European Cinematography Awards     | Legjobb európai operatőr            | Kámán Albert                  | Elnyerte |
| 2019 | New York Film Awards               | Legjobb elsőfilmes rendező          | Kámán Albert                  | Elnyerte |
| 2019 | New York Film Awards               | Legjobb színésznő                   | Nagyistók Edit                | Elnyerte |
| 2019 | New York Film Awards               | Legjobb eredeti történet            | Kámán Albert Bánkövi Dorottya | Elnyerte |
| 2019 | New York Film Awards               | Legjobb filmzene                    | Bánkövi Gyula                 | Elnyerte |
| 2019 | New York Film Awards               | Legjobb operatőr különdíj           | Kámán Albert                  | Elnyerte |
| 2019 | New York Film Awards               | Legjobb kisfilm                     | Kámán Albert                  | Jelölt   |
| 2019 | Vegas Movie Awards                 | Legjobb dráma                       | Kámán Albert                  | Elnyerte |
| 2019 | Vegas Movie Awards                 | Legjobb elsőfilmes rendező          | Kámán Albert                  | Elnyerte |
| 2019 | Vegas Movie Awards                 | Legjobb színésznő                   | Nagyistók Edit                | Elnyerte |
| 2019 | Vegas Movie Awards                 | Legjobb színészi debütálás          | Nagyistók Edit                | Elnyerte |
| 2019 | Vegas Movie Awards                 | Legjobb elsőfilmes forgatókönyvíró  | Kámán Albert Bánkövi Dorottya | Elnyerte |
| 2019 | Vegas Movie Awards                 | Legjobb eredeti filmzene különdíj   | Bánkövi Gyula                 | Elnyerte |
| 2019 | Falcon International Film Festival | Legjobb kisfilm                     | Kámán Albert                  | Elnyerte |
| 2019 | Falcon International Film Festival | Legjobb operatőr                    | Kámán Albert                  | Elnyerte |
| 2019 | Falcon International Film Festival | Legjobb rendező                     | Kámán Albert                  | Elnyerte |
| 2019 | Falcon International Film Festival | Legjobb színésznő                   | Nagyistók Edit                | Elnyerte |